# Róbert Mak
Róbert Mak (Bratislava, 8 de março de 1991) é um futebolista eslovaco que atua como ponta-esquerda. Atualmente joga no Slovan Bratislava.

## Carreira

### Man City
Jogando nas categorias de base do Slovan Bratislava, foi ainda juvenil ao Manchester City, se profissionalizando na equipe.

### Zenit
Em 2018, se transferiu de volta para o futebol russo.

## Seleção
Róbert Mak fez parte do elenco da Seleção Eslovaca de Futebol da Eurocopa de 2016.

## Títulos
PAOK
- Copa da Grécia: 2017–18

Zenit São Petersburgo
- Campeonato Russo de Futebol: 2018–19